# Золотое дно (сериал)
«Золотое дно» — российский драматический телесериал, вышедший на платформе «Иви» 18 января 2024 года. Сериал снят по сценарию Сергея Минаева и Дмитрия Минаева. Режиссёром выступил Илья Ермолов.

## Сюжет
Алексей Градов, глава строительного холдинга, внезапно умирает. Между родственниками и компаньонами разворачивается борьба за освободившийся пост. Основными борцами за актив становятся акционер холдинга Кудрявцев, отец Алексея, Градов-старший, сын Дмитрий и любовница Алексея, Надя.

## Производство
Производством телесериала занималась продюсерская компания «Среда».
Идея сериала принадлежит писателю Сергею Минаеву:
Два года назад начались процессы поколенческой передачи бизнесов: старое поколение уходило — или в лучший из миров, или спать, отдыхать. И приходили дети. Где-то это заканчивалось хорошо: дети были при родителях, знали бизнес, вливались легко. А где-то это происходило ужасно — особенно если там были жёны, бывшие жёны, пушки заряжёны. И вот это всё начинало делиться: кровь, говно и волосы, суды. И компании рушились. Таких было две истории. Мне одну из них подробно рассказали в деталях и сказали, что, в принципе, можно сделать. Я сказал: «Хорошо». И начал писать сценарий.Сергей Минаев, автор сериала
Первыми на роли были утверждены Алексей Гуськов и Юлия Снигирь.
Съёмки начались в марте 2023 года и были завершены в июне того же года. Они проходили в Москве и Геленджике, в том числе в замке Шато де Талю.
Телесериал был представлен на фестивале «Новый сезон».
В мае 2024 года стало известно, что у телесериала будет продолжение. Вместе с «Иви» производством сиквела займется продюсерская компания Team Films.

## В главных ролях
- Алексей Гуськов — Юрий Градов
- Юлия Снигирь — Надежда Воскресенская
- Игорь Гордин — Геннадий Кудрявцев
- Ростислав Бершауэр — Алексей Градов
- Наталия Вдовина — Ольга Градова
- Павел Попов — Дмитрий Градов
- Ангелина Пахомова — Полина Градова
- Валерий Карпов — Антон Градов
- Виктория Маслова — Ирина Градова
- Марина Ворожищева — Марина Кудрявцева
- Александр Новин — Игорь Фролов
- Юрий Насонов — Славский

## Критика
Обозреватель РБК Катя Загвоздкина отмечает хорошо прописанные характеры персонажей: «Героев телесериала вряд ли можно назвать приятными, но яркими и колоритными — безусловно. Каждый из Градовых действительно тот ещё кадр. Во-первых, это заслуга сценаристов Минаевых: характеры персонажей превосходно прописаны».
Автор Forbes Иван Афанасьев замечает: «Стоит сказать сразу: „Золотое дно“ — это и близко не „Наследники“. Хотя параллели между телесериалами очевидны». При этом герои телесериала кажутся критику односложными: «Все они — просто актёры, которые выполняют функции, отведённые сценаристом, и их портреты легко описываются буквально парой слов».
Автору сайта «Кинорепортер» Алексею Литовченко персонажи кажутся исключительно негативными, за которыми, однако, интересно наблюдать: «Персонажи „Золотого дна“ обладают исключительно чертами скользких ползучих гадов, копошащихся в своем смрадном гнездилище, но вместе с тем тыкать в них периодически палкой и следить за реакцией — чем авторы, собственно говоря, и занимаются все восемь серий — может быть довольно увлекательно».